# バスケットボール北マケドニア代表

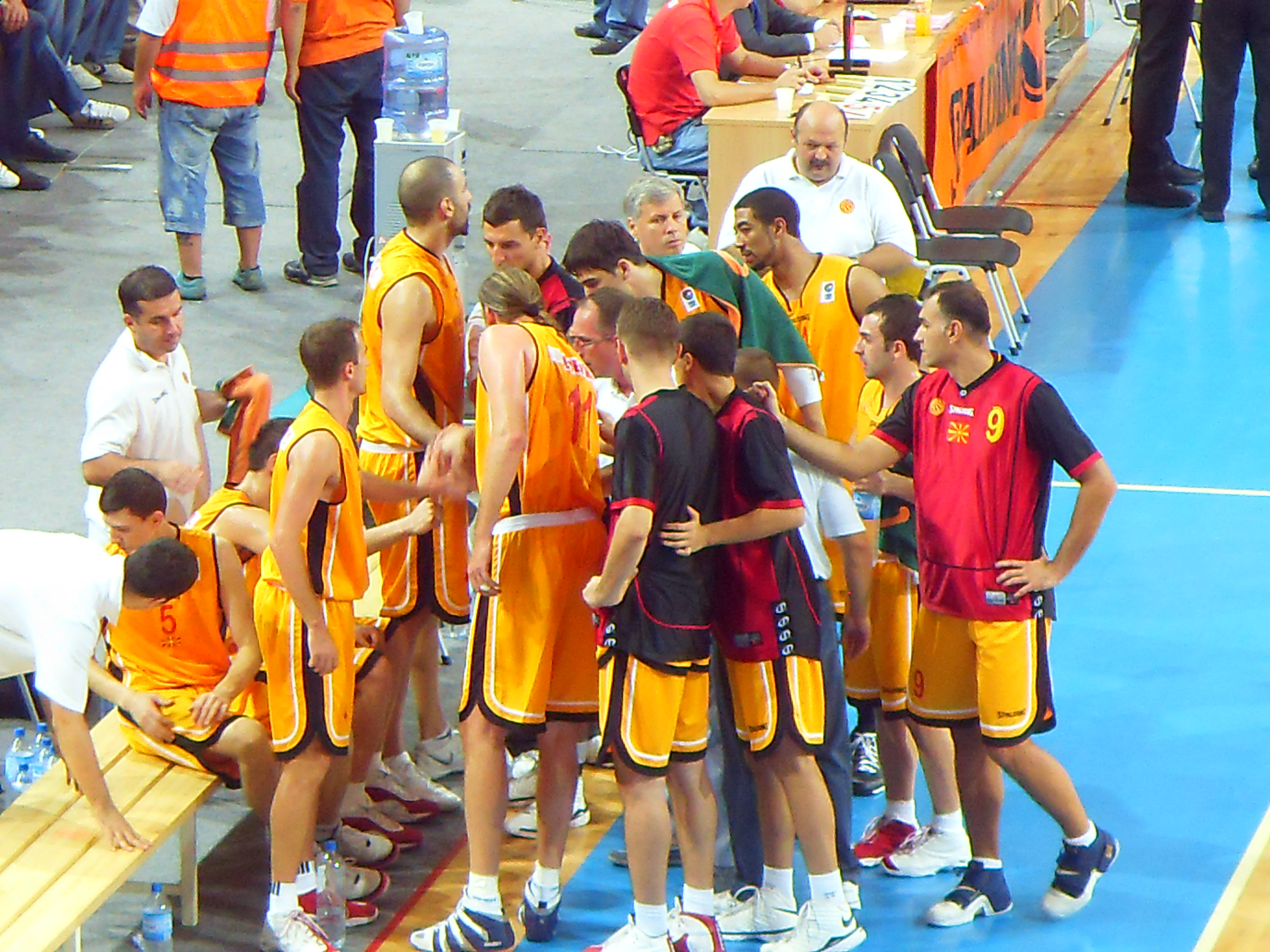
バスケットボールマケドニア代表

バスケットボール北マケドニア代表(Republic of North Macedonia national basketball team)は、マケドニアバスケットボール連盟によって国際大会に派遣される北マケドニアのバスケットボールのナショナルチームである。

## 歴史
ユーゴスラビアからの独立に伴い1993年にナショナルチームを発足。
1999年にユーロバスケット出場を果たす。
2011年にはユーロバスケットで４位に入る。

## 主な国際大会成績
- 夏季オリンピック
  - 出場なし
- 世界選手権
  - 出場なし
- ユーロバスケット
  - 13位：1999年
  - 4位：2011年

## 歴代代表選手
- シェーン・ウィティングトン(英語版)
- ジョーダン・セオドア(英語版)
- リチャード・ヘンドリックス(英語版)
- ジェイコブ・ワイリー（英語版）
- ペロ・アンティッチ